# Dragan Đokanović
Dragan Đokanović (ur. 20 kwietnia 1958 w Sarajewie) – polityk serbski Bośni i Hercegowiny, twórca i lider partii demokratycznej: Demokratska stranka federalista.
UJ